# Ordine militare di San Giorgio (Romania)
L'Ordine militare di San Giorgio era un'onorificenza concessa dal Regno di Romania.

## Storia
L'Ordine è stato fondato nel 1940 per premiare i servizi speciali in tempo di guerra anche se non è mai stato assegnato.

## Classi
L'Ordine disponeva dei seguenti gradi di benemerenza:
- Collare
- Cavaliere di Gran Croce
- Grand'Ufficiale
- Commendatore
- Ufficiale
- Cavaliere

## Insegne
- Il nastro era blu scuro con bordi verdi caricati di una striscia gialla.